# Copa de Suecia de balonmano
Copa Sueca de balonmano (masculina) es un torneo a nivel clubes de balonmano organizado por la Federación de Suecia, Svenska Handbollförbundet.

## Equipos de primera división participantes[4]
IFK Kristianstad
- Alingsås HK[6]
- HK Aranäs[7]
- Eskilstuna Guif[8]
- Hammarby IF[9]
- HIF Karlskrona[10]
- Helsingborg Handboll[11]
- Lugi HF[12]
- HK Malmö[13]
- Redbergslids IK[14]
- Ricoh HK[15]
- IFK Skövde[16]
- IK Sävehof[17]
- Ystads IF[18]